# Bellmanssällskapet
Bellmanssällskapet, på finlandssvenska Bellmansällskapet, är ett litterärt sällskap med syfte att verka för ett levande intresse för Carl Michael Bellmans liv, diktning, musik och tid, samt säkra utgivningen av hans verk.
Sällskapet är öppet för envar som hyser intresse för Bellmans liv och dikt.

## Historik
Bellmanssällskapet grundades i Stockholm den 4 februari 1919, på Bellmans födelsedag, för att värna minnet av honom. Bland initiativtagarna fanns skriftställaren Arvid Stålhane och litteraturprofessorerna Henrik Schück och Martin Lamm. Schück blev sällskapets förste ordförande, och skrev även stadgarna.

## Verksamhet
Sällskapets medlemmar inbjuds regelbundet till bland annat föredrag av forskare och författare, visaftnar, konserter och utflykter till Bellmananknutna platser. Sällskapet har även rest utomlands till ett antal städer, där Bellman presenterats med föredrag och sång. Bellmanssällskapet är medlem i DELS - De litterära sällskapens samarbetsnämnd.

### Utgivningar
Under åren 1921–2002 gav sällskapet ut en ny vetenskaplig upplaga av Bellmans samlade verk, den så kallade 'Standardupplagan', som omfattar totalt 20 volymer.
Sällskapets skriftserie Bellmansstudier började utges 1924, och har utkommit med 30 volymer. Denna serie innehåller många av de senaste hundra årens viktigaste Bellmanartiklar. Sedan 1992 utger Bellmanssällskapet även ett medlemsblad, Hwad behagas?, namngivet efter den skämttidning Bellman utgav 1781. Medlemsbladet innehåller både ren medlemsinformation och artiklar och notiser kring Bellman.
Sällskapet har också ägnat sig åt musikutgivning, vilket påbörjades redan 1923. Sedan dess har 78-varvsskivor, LP-skivor, musikkassetter, videokassetter och CD-skivor utgivits.